# Neo-Traditionalismus
Unter Neo-Traditionalismus versteht man eine Rückbesinnung auf die traditionellen Wurzeln der Country-Musik, die in den 1980er Jahren von einer kleinen Gruppe von Interpreten eingeleitet wurde. Streng genommen unterscheidet man zwischen den progressiveren New Traditionalists und den konservativeren Neo Traditionalists; eine klare Grenzziehung fällt allerdings in vielen Fällen schwer.

## Vorgeschichte
In den 1970er Jahren hatten Popeinflüsse in der Country-Musik die Oberhand gewonnen. Interpreten wie Linda Ronstadt, Kenny Rogers, Barbara Mandrell oder Lee Greenwood beherrschten die Szene. Höhepunkt war Anfang der 1980er die Urban-Cowboy-Bewegung, die durch den gleichnamigen Film ausgelöst wurde. Die Verschmelzung mit der Popmusik war kommerziell außerordentlich erfolgreich.

## Entwicklung

### Die Anfänge
Die Bezeichnung „Neo-Traditionalismus“ wurde erstmals 1986 verwendet, als mit Randy Travis, Steve Earle, Lyle Lovett eine Gruppe junger Nachwuchsmusiker die Szene betrat, die mit traditionsorientierter Musik auf sich aufmerksam machte. Ein Trend, der Anfang der 1980er Jahre von Musikern wie George Strait, John Anderson oder Ricky Skaggs eingeleitet worden war, entwickelte sich zu einer eigenständigen Stilrichtung. Die Neo-Traditionalisten trafen auf eine aufnahmebereite Musikindustrie, denn die Schallplattenumsätze waren mit Abflauen des Urban-Cowboy-Booms massiv eingebrochen. Unterstützt wurden sie von Produzenten wie Jimmy Bowen und Tony Brown, später von Keith Stegall.
Ricky Skaggs brachte mit seinem damaligen Gesangespartner Keith Whitley Bluegrass-Elemente ein, Steve Earle war Nachfolger der Outlaw-Bewegung und John Anderson hatte Ähnlichkeiten mit Lefty Frizzell. Die O’Kanes waren mit Gitarrenfolk und Satzgesang erfolgreich. Besonders erfolgreich waren auch die Judds, die mit Swing, Blues und Country experimentierten. Randy Travis verkörperte den bodenständigen Charakter. Ende der 80er Jahre formierte sich die Gruppe Shenandoah, die mit ihrer Musik ebenfalls zum Aufschwung der Neo-Traditionalisten beitrug.

### Die nächste Generation
Ende der 1980er Jahre spielte sich eine neue Generation in den Vordergrund. Musiker wie Reba McEntire, Vince Gill, Steve Wariner oder Clint Black öffneten das Genre für Einflüsse aus anderen Stilrichtungen, insbesondere für Rock, Rock ’n’ Roll, Blues und Swing. Damit waren die Fundamente für das New Traditionalist Movement gelegt, dessen Superstar Garth Brooks die Country-Musik während der 1990er Jahre zur beliebtesten Musikrichtung in den USA machte. Etwa zur gleichen Zeit hatte das Country-Duo Brooks & Dunn erste Erfolge.
In ihrem Gefolge gelang vielen Traditionalisten der Durchbruch an die Spitze der Charts. Die wegen ihrer breitkrempigen Stetson-Hüte Hat-Acts genannten Interpreten um Alan Jackson, Tracy Lawrence, Mark Chesnutt und Tracy Byrd prägten den Sound der 1990er Jahre, der neben Honky Tonk, stimmungsvollen Balladen und Country-Rock auch den Western Swing zu neuem Leben erweckte. Plötzlich waren Künstler wie Merle Haggard und Waylon Jennings wieder gefragt, alte Hits wurden in schmissiger Neuauflage auf den Markt geworfen und Tribute-Platten feierten Hochkonjunktur.
Der neu gegründete amerikanische Musikkanal CMT (Country Music Television) zeigte Videoclips in typischem Südstaatenambiente und die Plattenverkäufe stiegen stetig. Typisch für die Neo-Traditionalisten war der kommerzialisierte „Slick Sound“, der sich für jede Disco eignete. Mitte der 1990er Jahre hatte Garth Brooks nach wenigen Jahren im Geschäft mehr als 150 Millionen Platten verkauft, die Labels erzielten mit Country-Musik Rekordumsätze. Trotz einiger Anstrengungen ließ sich das Phänomen nicht auf Europa übertragen, wohl aber auf Kanada, Australien und Neuseeland.
Im Laufe der Zeit etablierten sich Künstler wie Little Texas, Trisha Yearwood oder Jo Dee Messina, die Popelemente mit traditionellen Motiven verschmolzen und Country für die breite Masse attraktiver machten. Künstler wie Gretchen Wilson, Dierks Bentley oder Brad Paisley erzielen mit dieser Art von Country-Musik auch noch nach der Jahrtausendwende hohe Umsätze.

### 2000er-Jahre
Trotz einer vor allem weiblich geprägten Popwelle gegen Ende der 1990er Jahre blieb der neotraditionelle Musikstil innerhalb der Country-Musik bis ins Jahr 2007 tonangebend. Darauf folgte eine längere rockige Phase, bis ab etwa 2013 auch Hip-Hop-Rhythmen in die Country-Musik Eingang fanden. Am Anfang dieser Entwicklung stand die überwiegend von männlichen Interpreten getragene Bro-Country-Bewegung, die vor allem tanzbare Partysongs hervorbrachte.